# Frédéric-François III de Mecklembourg-Schwerin
Pour les articles homonymes, voir Frédéric-François.
 (novembre 2018).
Si vous disposez d'ouvrages ou d'articles de référence ou si vous connaissez des sites web de qualité traitant du thème abordé ici, merci de compléter l'article en donnant les références utiles à sa vérifiabilité et en les liant à la section « Notes et références ».
Frédéric-François III de Mecklembourg-Schwerin (en allemand Friedrich Franz III von Mecklenburg-Schwerin), né le 19 mars 1851 à Ludwigslust et mort le 10 avril 1897 à Cannes, est le quatrième et avant-dernier grand-duc de Mecklembourg-Schwerin de 1883 à 1897.

## Biographie

### Famille
Fils de Frédéric-François II et de sa première épouse la princesse Augusta de Reuss, Frédéric-François III de Mecklembourg-Schwerin perd sa mère à l'âge de 10 ans. Aîné d'une nombreuse fratrie, il est le frère de la grande-duchesse Wladimir et du duc Jean-Albert qui se verra confier la régence du duché de Brunswick. Il est un proche parent de l'empereur allemand, du tsar de Russie et du duc d'Orléans.

### Biographie
Frédéric-François III de Mecklembourg-Schwerin succède à son père en tant que grand-duc le 15 avril 1883, à l'âge de 32 ans.
De santé précaire, le grand-duc réside une bonne partie de l'année sur la Riviera française. À son avènement, il doit passer de plus en plus de temps en Mecklembourg alors que son épouse réside toujours en France, menant une vie mondaine et méprisant un mari qui souffre notamment de problèmes de peau. Le grand-duc meurt à Cannes à l'âge de 46 ans. Son corps sans vie est retrouvé dans le parc de la propriété de la grande-duchesse. Des rumeurs prétendent qu'il se serait donné la mort ; le rapport officiel de son décès mentionne un accident à la suite d'un malaise respiratoire. Une autopsie pratiquée par ses médecins traitants sur place révèle une fracture de la colonne vertébrale, de deux côtes et d’une cheville. Cependant, ils arrivent également à la conclusion que le décès était dû à une insuffisance cardiaque.

### Mariage et descendance
Frédéric-François III de Mecklembourg-Schwerin épouse en 1878 la grande-duchesse Anastasia Mikhaïlovna de Russie (1860-1922), fille du grand-duc Michel Nikolaïevitch de Russie et de la grande-duchesse née princesse Cécile de Bade. Ils ont trois enfants qui se marient après la mort de leur père :
- Alexandrine (1879-1952), qui épouse en 1898 le roi Christian X de Danemark (1870-1947) ;
- Frédéric-François IV (1882-1945), qui épouse en 1904 Alexandra de Hanovre (1882-1963) ;
- Cécile (1886-1954), qui épouse en 1906 Guillaume de Prusse, Kronprinz d'Allemagne (1882-1951).

## Généalogie
Frédéric-François III de Mecklembourg-Schwerin appartient à la lignée de Mecklembourg-Schwerin ; cette lignée appartenant à la première branche de la maison de Mecklembourg s'éteint en 2001 avec le grand-duc Frédéric-François V.

## Galerie

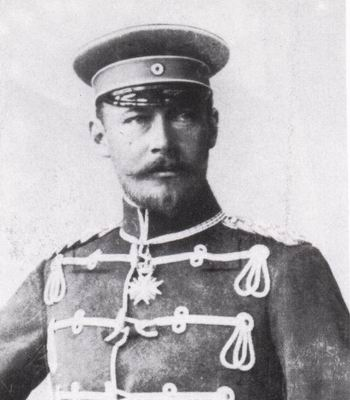
Frédéric-François III en uniforme d'officier néerlandais.
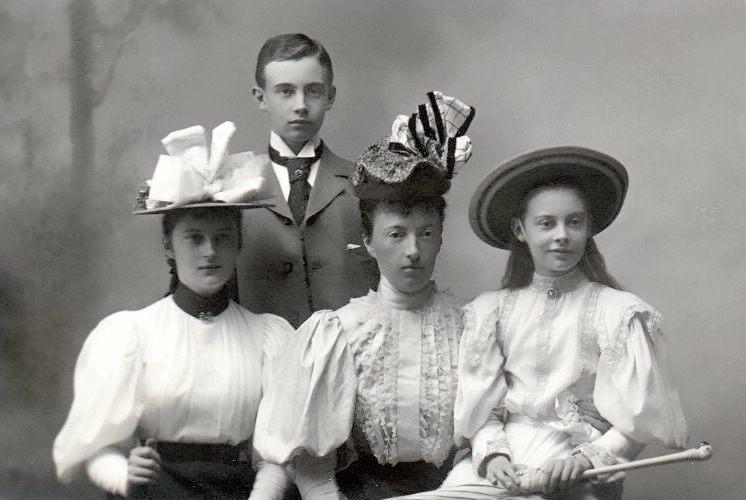
L'épouse et les enfants du grand-duc (1895).
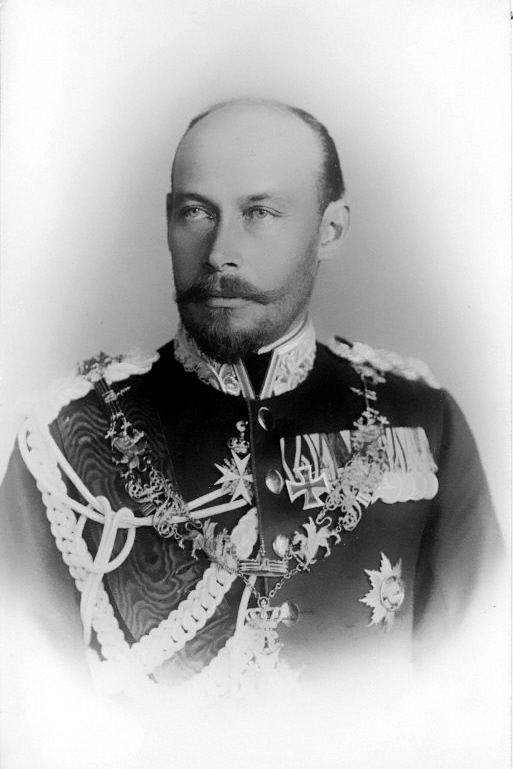
Le grand-duc.